# Брайт, Ричард (врач)
Ричард Брайт (1789 — 1858) — английский врач, основоположник учения о болезнях почек (нефрологии).

## Биография
Родился в семье Сары и Ричарда Брайта-старшего, состоятельного банкира.
Впервые описал повреждение почек, вызванное повышенным артериальным давлением. Долгое время это заболевание называлось брайтовой болезнью. Получив образование в Эдинбургском университете, работал лечащим врачом в госпитале Гая в Лондоне с 1820 года. Брайт посвятил большую часть своей жизни вскрытию трупов, что позволило ему сделать неоценимый вклад в изучение артериальной гипертензии и её последствий. В 1827 году Брайт пишет свою первую книгу «Reports in medical cases, selected with a wiew of illustrating the symptoms and cure of diseases by a reference to morbid anatomy». В 1821 году был избран членом Королевского общества.
Ричард Брайт умер 16 декабря 1858 года от болезни сердца.
Был женат на Martha Babington — дочери ученого и врача Уильяма Бабингтона.